# Индийский субконтинент

Страны Индийского субконтинента выделены зелёным цветом

Инди́йский субконтине́нт — субконтинент к югу от Гималаев, на котором расположены Пакистан, Индия и Бангладеш. Часто к нему также относят территории Непала, Бутана, Шри-Ланки, иногда Мальдив и юго-восточной части Афганистана.
Общая территория субконтинента — около 4,4 млн км². Население (2015) — 1,991 млрд человек. Назван в честь Индии — самой большой по площади страны, расположенной на этом субконтиненте. Расположен на Индостанской (Индийской) тектонической плите. Отделён от Евразийской плиты Гималаями.
История начинается с дроблением Гондваны, древнего суперконтинента, приблизительно 160 млн лет назад. Восточная её часть, кроме Индийского субконтинента, включала в себя также Австралию и Антарктику, Мадагаскар и Сейшельские о-ва. Антарктика и Австралия откололись от субконтинента в начале мелового периода, около 137 млн лет назад. В конце мелового периода от субрегиона отделился Мадагаскар (90 млн лет назад) и Сейшелы (65 млн. лет назад). 
55 миллионов лет назад, в результате столкновения Индийской и Евразийской тектонических плит, Индийский субконтинент соединился с Евразией. В течение следующих 5 млн лет, на их границе образовались Гималайские горы.